# Amegilla candens
Amegilla candens es una especie de abeja excavadora perteneciente al género Amegilla, categorizada en la tribu Anthophorini, de la subfamilia Apinae.
Fue descrita científicamente por Pérez en 1879. Aparece registrada y publicada en una sección de World Bee Checklist Project. manuscript de 2008.
Es sinónimo de Anthophora candens, también de Pérez.

## Distribución
Se distribuye por África.